# 長戸寛美
長戸 寛美（ながと ひろみ、1910年〈明治43年〉10月24日 - 2002年〈平成14年〉4月2日）は日本の法曹。元最高検察庁次長検事。のち弁護士。東京都出身。

## 人物
父は寺の住職。漢学者の母方の家を継いだ。祖父が検事であった。1923年（大正12年）、静岡市立城内尋常高等小学校卒業。静岡県立静岡中学校入学。静岡中学時代の親しい友人に三宅静雄。1927年（昭和2年）、中学4年１学期を終了し、広島の中学に転校した。旧制広島高等学校を経て、東京帝国大学法学部卒業。1935年（昭和10年）12月、検事任官。
東京地方検察庁検事、法務省刑事・総務課長などを経て、甲府地方検察庁・長野地方検察庁検事正、法務総合研究所長となり、高松高等検察庁・広島高等検察庁検事長を歴任、最高検察庁次長検事を最後に1973年（昭和48年）10月定年退官した。同年11月、弁護士（第一東京弁護士会）となった。

## 著書
- 『漫筆草市噺』 1980.10
- 『経済取締法令の解説』 三芳書房 1948

## 栄典
- 1980年 勲一等瑞宝章